# Chiyodagata
O Chiyodagata (Japonês:千代田形) foi um canhoneiro da Marinha Tokugawa, contsruído pelo estaleiro Ishikawajima.